# Enrique Nieto y Nieto

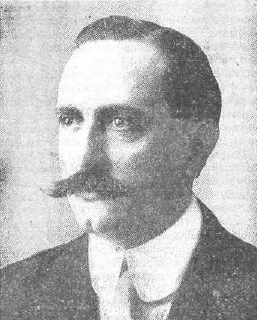
Enrique Nieto, ca. 1915

Enrique Nieto y Nieto (* 6. Oktober 1883 in Barcelona; † 20. Januar 1954 in Melilla) war ein spanischer Architekt des Modernismo.
Er absolvierte die Escuela Superior de Arquitectura de Barcelona und arbeitete mit Antoni Gaudí an der Casa Milà. 1909 übersiedelte er nach Melilla, wo die Mehrzahl seiner Bauten entstand. Nietos Stil wandelte sich im Laufe der Zeit in Richtung Art déco und Klassizismus. 1931–1949 war er Stadtarchitekt von Melilla.

## Werke in Melilla

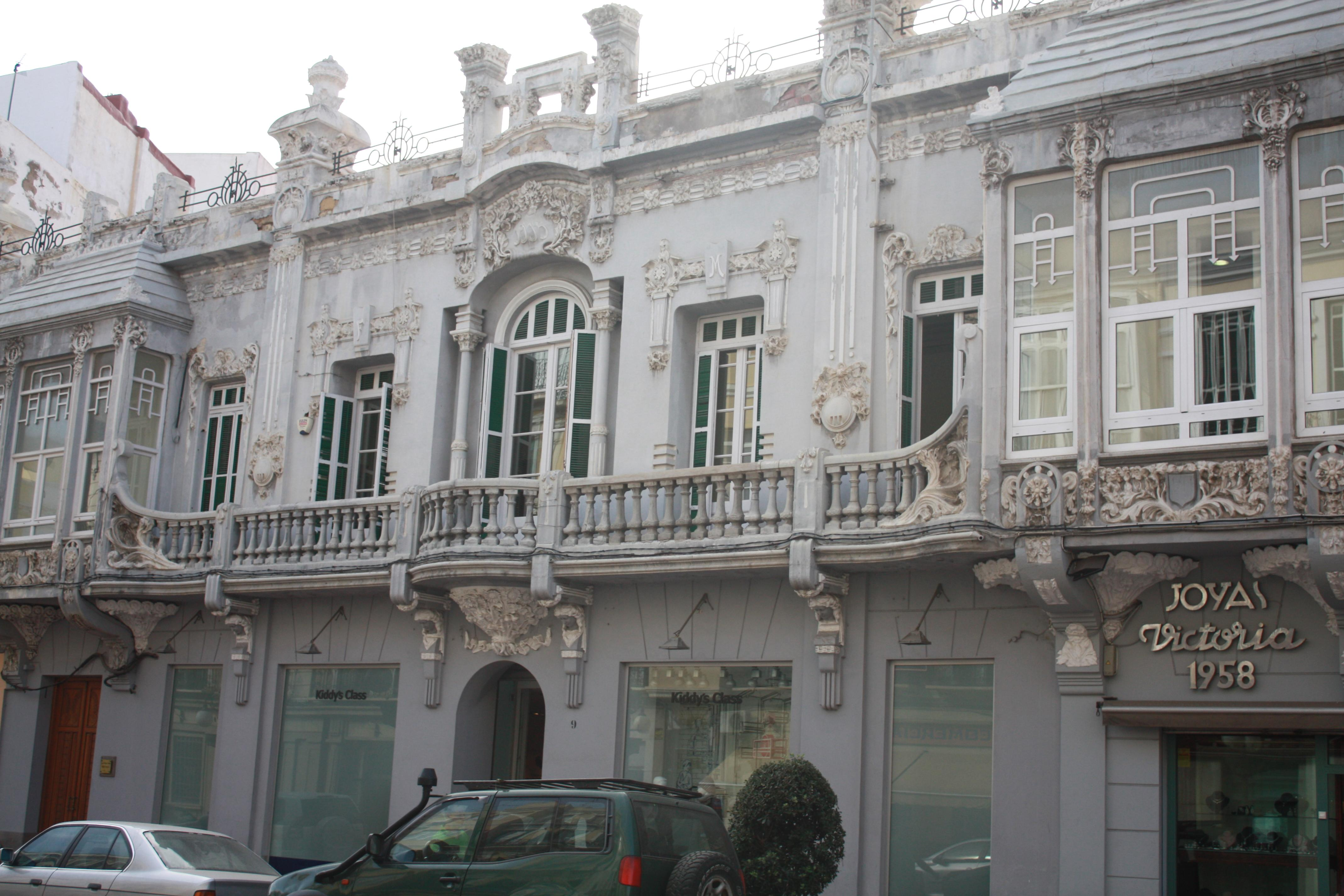
Casa Tortosa, 1914.
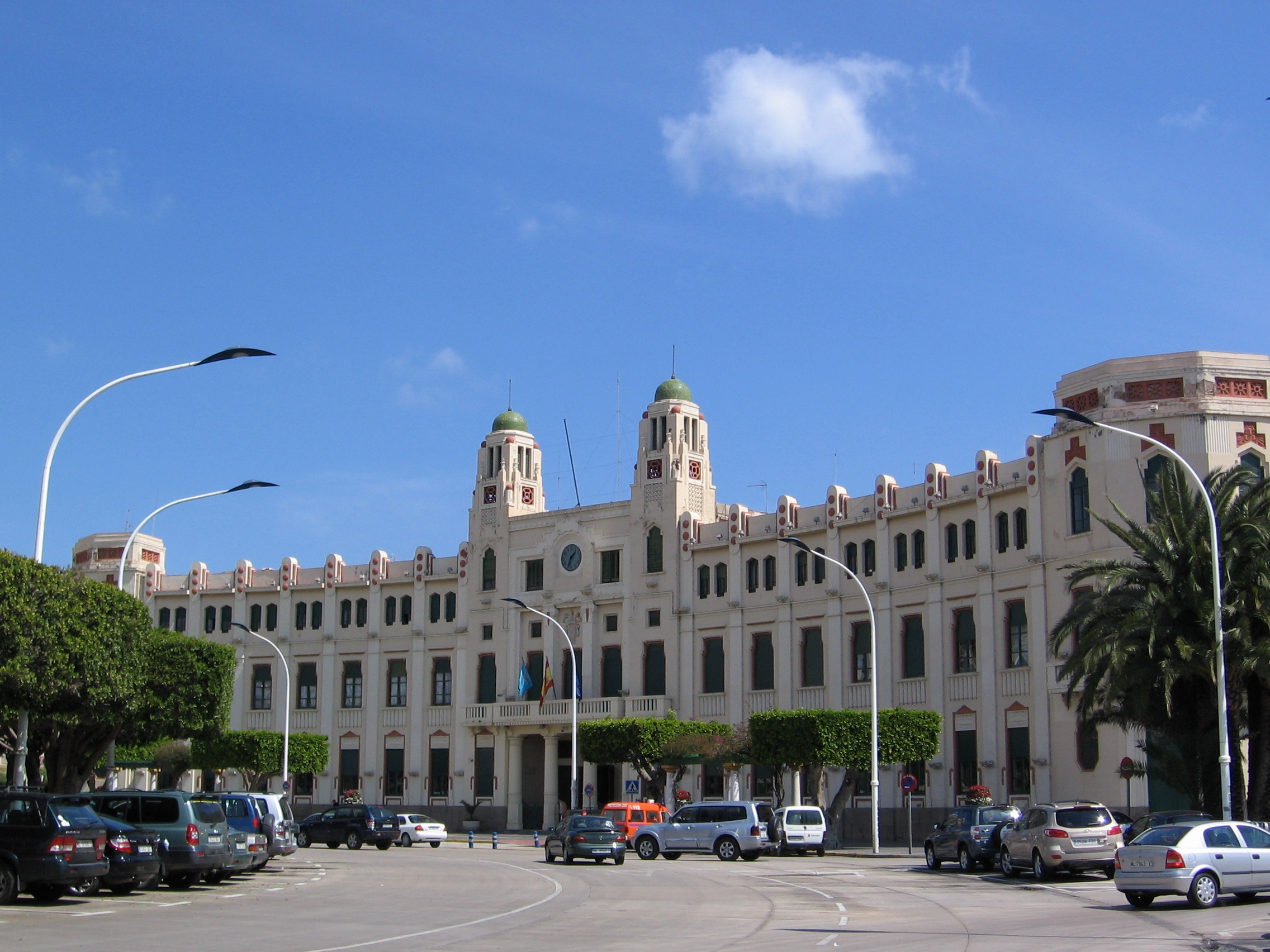
Stadtratsgebäude Melilla, 1948.
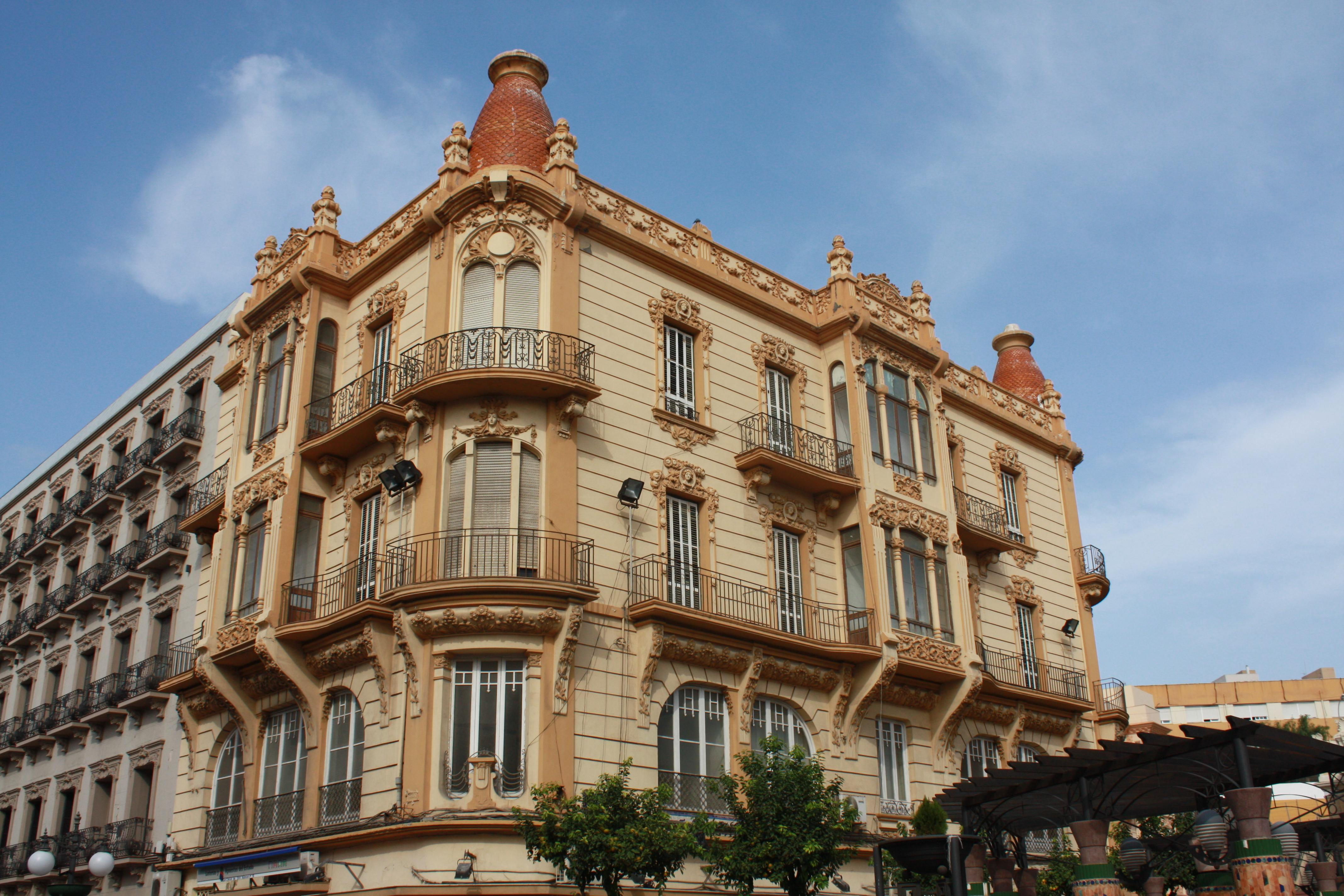
Ehemaliges Warenhaus La Reconquista, 1915.
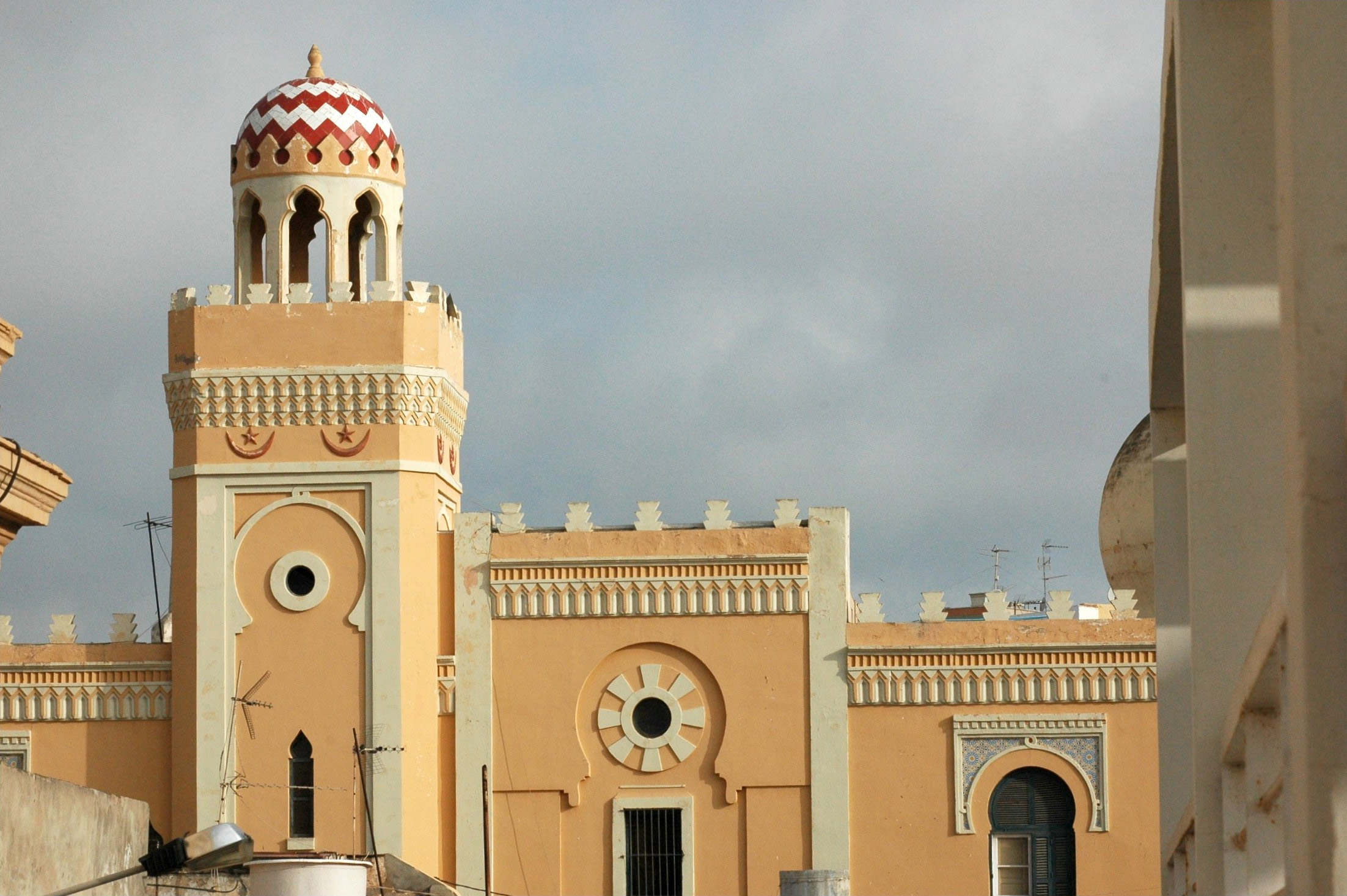
Hauptmoschee 1945.

## Werkliste
- C/ García Cabrelles, 1 y 3 (1928)
- C/ General Prim, 7, 9, 10, 12, 16, 20 (1909–1910)
- Cine Nacional (1929)
- Avenida Juan Carlos I, 1 (1915–1916)
- Edificio "La Reconquista", Plaza Menéndez Pelayo, s/n (1915)
- Edificio "El Acueducto", c/ Reyes Católicos, 2 (1928)
- Casa de Tortosa o antiguo Economato Militar (1914)
- Casino Militar (1932)
- Sinagoga Yamín Benarroch, c/ López Moreno (1924)
- C/ López Moreno, 2, 14 y 20 (1924, 1923 y 1928)
- Palacio de la Asamblea (1933–1948)
- Edificio de "El Telegrama del Rif" (1912)
- Cámara de Comercio, c/ Cervantes, 7 (1913)
- Mezquita Central (1945)
- Avenida de la Democracia, 8
- Mercado del Real (1932)
- C/ Cardenal Cisneros, 2 (1935)
- C/ Cándido Lobera, 2 y 4 (1933–1935)
- Monumento a los Héroes de España (1941)